# جام انگلستان-اسکاتلند ۸۰–۱۹۷۹
جام انگلستان-اسکاتلند ۸۰–۱۹۷۹ پنجمین دوره جام انگلستان-اسکاتلند بود. تیم سنت میرن در یک فینال رفت و برگشت، بریستول سیتی را در مجموع ۵-۱ شکست داد و اولین و تنها تیم اسکاتلندی بود که قهرمان این تورنمنت شد.

## گروه انگلستان

### گروه ۱
| تیم ۱           | نتیجه | تیم ۲           | تاریخ       |
| --------------- | ----- | --------------- | ----------- |
| بلکپول          | ۲–۲   | بلکبرن روورز    | ۱ اوت ۱۹۷۹  |
| بلکبرن روورز    | ۲–۲   | برنلی           | ۴ اوت ۱۹۷۹  |
| پرستون نورث اند | ۳–۱   | بلکپول          | ۴ اوت ۱۹۷۹  |
| بلکبرن روورز    | ۱–۱   | پرستون نورث اند | ۷ اوت ۱۹۷۹  |
| بلکپول          | ۳–۲   | برنلی           | ۷ اوت ۱۹۷۹  |
| برنلی           | ۱–۲   | پرستون نورث اند | ۱۱ اوت ۱۹۷۹ |

| تیم             | بازی | ب | م | ش | گ‌ز | گ‌خ | ت  | اض | ام |
| --------------- | ---- | - | - | - | -- | -- | -- | -- | -- |
| پرستون نورث اند | ۳    | ۲ | ۱ | ۰ | ۶  | ۳  | ۳  | ۱  | ۶  |
| بلکبرن روورز    | ۳    | ۰ | ۳ | ۰ | ۵  | ۵  | ۰  | ۰  | ۳  |
| بلکپول          | ۳    | ۱ | ۱ | ۱ | ۶  | ۷  | -۱ | ۰  | ۳  |
| برنلی           | ۳    | ۰ | ۱ | ۲ | ۵  | ۷  | -۲ | ۰  | ۱  |

### گروه ۲
| تیم ۱          | نتیجه | تیم ۲          | تاریخ       |
| -------------- | ----- | -------------- | ----------- |
| بولتون واندررز | ۲–۲   | بری            | ۲ اوت ۱۹۷۹  |
| بری            | ۴–۲   | ساندرلند       | ۴ اوت ۱۹۷۹  |
| اولدهام اتلتیک | ۱–۳   | بولتون واندررز | ۴ اوت ۱۹۷۹  |
| بولتون واندررز | ۲–۰   | ساندرلند       | ۷ اوت ۱۹۷۹  |
| بری            | ۱–۲   | اولدهام اتلتیک | ۷ اوت ۱۹۷۹  |
| ساندرلند       | ۱–۲   | اولدهام اتلتیک | ۱۱ اوت ۱۹۷۹ |

| تیم            | بازی | ب | م | ش | گ‌ز | گ‌خ | ت  | اض | ام |
| -------------- | ---- | - | - | - | -- | -- | -- | -- | -- |
| بولتون واندررز | ۳    | ۲ | ۱ | ۰ | ۷  | ۳  | ۴  | ۱  | ۶  |
| بری            | ۳    | ۱ | ۱ | ۱ | ۷  | ۶  | ۱  | ۱  | ۴  |
| اولدهام اتلتیک | ۳    | ۲ | ۰ | ۱ | ۵  | ۵  | ۰  | ۰  | ۴  |
| ساندرلند       | ۳    | ۰ | ۰ | ۳ | ۳  | ۸  | -۵ | ۰  | ۰  |

### گروه ۳
| تیم ۱          | نتیجه | تیم ۲          | تاریخ         |
| -------------- | ----- | -------------- | ------------- |
| شفیلد یونایتد  | ۱–۰   | منزفیلد تاون   | ۲۹ ژوئیه ۱۹۷۹ |
| کمبریج یونایتد | ۰–۱   | شفیلد یونایتد  | ۴ اوت ۱۹۷۹    |
| منزفیلد تاون   | ۰–۱   | نوتس کانتی     | ۴ اوت ۱۹۷۹    |
| نوتس کانتی     | ۰–۱   | شفیلد یونایتد  | ۷ اوت ۱۹۷۹    |
| کمبریج یونایتد | ۱–۱   | منزفیلد تاون   | ۸ اوت ۱۹۷۹    |
| نوتس کانتی     | ۱–۳   | کمبریج یونایتد | ۱۱ اوت ۱۹۷۹   |

| تیم            | بازی | ب | م | ش | گ‌ز | گ‌خ | ت  | اض | ام |
| -------------- | ---- | - | - | - | -- | -- | -- | -- | -- |
| شفیلد یونایتد  | ۳    | ۳ | ۰ | ۰ | ۳  | ۰  | ۳  | ۰  | ۶  |
| کمبریج یونایتد | ۳    | ۱ | ۱ | ۱ | ۴  | ۳  | ۱  | ۱  | ۴  |
| نوتس کانتی     | ۳    | ۱ | ۰ | ۲ | ۲  | ۴  | -۲ | ۰  | ۲  |
| منزفیلد تاون   | ۳    | ۰ | ۱ | ۲ | ۱  | ۳  | -۲ | ۰  | ۱  |

### گروه ۴
| تیم ۱         | نتیجه | تیم ۲         | تاریخ       |
| ------------- | ----- | ------------- | ----------- |
| بیرمنگام سیتی | ۰–۴   | بریستول سیتی  | ۴ اوت ۱۹۷۹  |
| فولام         | ۱–۰   | پلیموث آرگیل  | ۴ اوت ۱۹۷۹  |
| پلیموث آرگیل  | ۱–۱   | بیرمنگام سیتی | ۶ اوت ۱۹۷۹  |
| فولام         | ۰–۵   | بیرمنگام سیتی | ۸ اوت ۱۹۷۹  |
| پلیموث آرگیل  | ۰–۰   | بریستول سیتی  | ۸ اوت ۱۹۷۹  |
| بریستول سیتی  | ۱–۰   | فولام         | ۱۱ اوت ۱۹۷۹ |

| تیم           | بازی | ب | م | ش | گ‌ز | گ‌خ | ت  | اض | ام |
| ------------- | ---- | - | - | - | -- | -- | -- | -- | -- |
| بریستول سیتی  | ۳    | ۲ | ۱ | ۰ | ۵  | ۰  | ۵  | ۱  | ۶  |
| بیرمنگام سیتی | ۳    | ۱ | ۱ | ۱ | ۶  | ۵  | ۱  | ۱  | ۴  |
| پلیموث آرگیل  | ۳    | ۰ | ۲ | ۱ | ۱  | ۲  | -۱ | ۰  | ۲  |
| فولام         | ۳    | ۱ | ۰ | ۲ | ۱  | ۶  | -۵ | ۰  | ۲  |

## گروه اسکاتلند
| تیم ۱       | نتیجه  | تیم ۲            | تاریخ         |
| ----------- | ------ | ---------------- | ------------- |
| سنت میرن    | ۳–۳    | هیبرنین          | ۲۸ ژوئیه ۱۹۷۹ |
| سنت میرن    | ۱–۰    | هیبرنین          | ۱ اوت ۱۹۷۹    |
| پاتریک تیسل | ۱–۱    | دانفرملین اتلتیک | ۱ اوت ۱۹۷۹    |
| پاتریک تیسل | ۱–۰    | دانفرملین اتلتیک | ۷ اوت ۱۹۷۹    |
| برویک رنجرز | ۰–۴    | مورتون           | ۵ اوت ۱۹۷۹    |
| برویک رنجرز | ۴–۱    | مورتون           | ۷ اوت ۱۹۷۹    |
| داندی       | ۱–۱    | کیلمارنوک        | ۶ اوت ۱۹۷۹    |
| داندی       | ۳–۳(!) | کیلمارنوک        | ۸ اوت ۱۹۷۹    |

داندی با قانون گل زده در خانه حریف برنده شد.

## یک‌چهارم نهایی
| تیم ۱           | نتیجه | تیم ۲          | تاریخ           |
| --------------- | ----- | -------------- | --------------- |
| شفیلد یونایتد   | ۲–۱   | داندی          | ۴ سپتامبر ۱۹۷۹  |
| شفیلد یونایتد   | ۱–۰   | داندی          | ۱۱ سپتامبر ۱۹۷۹ |
| پاتریک تیسل     | ۱–۱   | بریستول سیتی   | ۱۸ سپتامبر ۱۹۷۹ |
| پاتریک تیسل     | ۰–۲   | بریستول سیتی   | ۲۳ اکتبر ۱۹۷۹   |
| پرستون نورث اند | ۱–۳   | مورتون         | ۱۸ سپتامبر ۱۹۷۹ |
| پرستون نورث اند | ۰–۲   | مورتون         | ۳ اکتبر ۱۹۷۹    |
| سنت میرن        | ۴–۲   | بولتون واندررز | ۱۹ سپتامبر ۱۹۷۹ |
| سنت میرن        | ۱–۲   | بولتون واندررز | ۲ اکتبر ۱۹۷۹    |

## نیمه نهایی
| تیم ۱         | نتیجه | تیم ۲    | تاریخ          |
| ------------- | ----- | -------- | -------------- |
| شفیلد یونایتد | ۰–۰   | سنت میرن | ۳۰ اکتبر ۱۹۷۹  |
| شفیلد یونایتد | ۰–۴   | سنت میرن | ۳ دسامبر ۱۹۷۹  |
| بریستول سیتی  | ۲–۲   | مورتون   | ۶ نوامبر ۱۹۷۹  |
| بریستول سیتی  | ۱–۰   | مورتون   | ۱۶ ژانویه ۱۹۸۰ |

## فینال
| بریستول سیتی | ۰ – ۲ | سنت میرن |
| ------------ | ----- | -------- |
|              |       | استارک   |

| سنت میرن       | ۳ – ۱ | بریستول سیتی |
| -------------- | ----- | ------------ |
| سامنر · لوگانز |       | استیونس      |